# Fumana procumbens
La jarilla rastrera (Fumana procumbens) es una planta de la familia de las cistáceas.

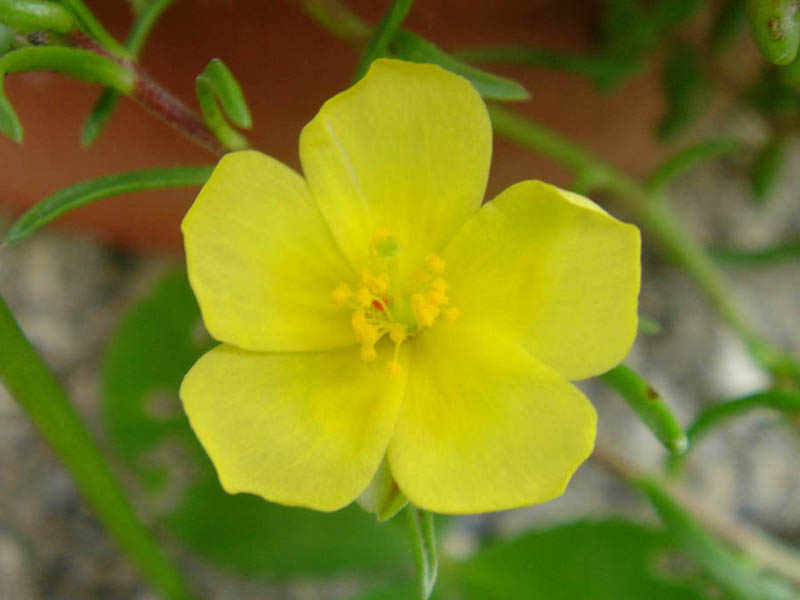
Detalle de la flor

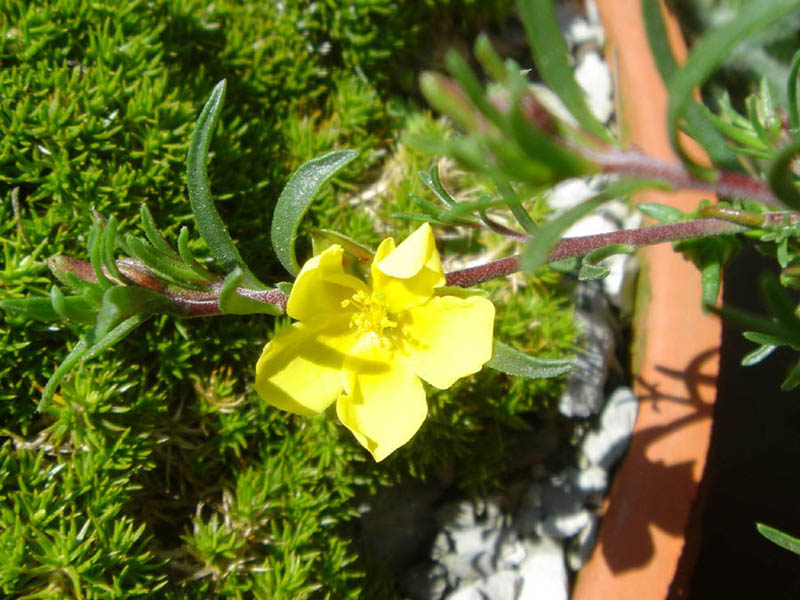
Vista de la planta

## Descripción
Arbusto enano extendido de hasta 40 cm, de hojas alternas de punta fina, lineales, y con pelos marginales extendidos; estípulas ausentes. Flores amarillas , de 1,5-2 cm de diámetro, solitarias en axilas foliares y sin formar inflorescencia. Cabillos aproximadamente igual de largos que las hojas adyacentes, recurvadas desde su base. Florece en primavera.

## Hábitat
Prados calcáreos secos, laderas pedregosas. Crece también en terrenos de matorrales y tomillares ralos.

## Distribución
Gran parte de Europa excepto Europa septentrional, Irlanda, Gran Bretaña, Holanda y Polonia

## Taxonomía
El género fue descrito por (Dunal) Gren. et Godr. y publicado en Flore de France 1: 173. 1847.
Etimología
Fumana: nombre genérico dado por Thomas Bartholin (1673) que llamó Herba fumana a lo que luego Linneo nombró Cistus Fumana L., quizá por su aspecto grisáceo, como ahumado (del latín fumus = "humo".
procumbens: epíteto latino que significa "postrada".
Sinonimia
- Cistus calycinus L.
- Cistus calycinus f. luteus (Sauvage) Demoly
- Cistus fumana L.
- Cistus nudifolius Lam.
- Fumana fumana (L.) H.Karst.
- Fumana minor Raf.
- Fumana minor Nyman
- Fumana nudifolia Janch.[6]

## Nombres comunes
- Castellano: jarilla, jarilla rastrera, lancarejo, zarilla, zarillo.[7]